# Lil Keed
Ракхид Джевон Рендер (англ. Raqhid Jevon Render; 16 марта 1998, Атланта — 13 мая 2022, Лос-Анджелес, Калифорния) более известный под псевдонимом Lil Keed (рус. Лил Кид) — американский рэпер, певец и автор песен. Он был подписан на лейбл Янг Тага YSL Records и 300 Entertainment. Его песня «Nameless» достигла номера 42 в чарте Billboard Hip Hop/R&B Songs Airplay. 14 июня 2019 года Lil Keed выпустил дебютный студийный альбом Long Live Mexico.

## Ранняя жизнь
Рендер родился в Атланте, Джорджия. Он шестой из семи детей (одна девочка, остальные мальчики). Рендер вырос в Forest Park. Позже он переехал на Cleveland Ave. Рендер начал серьёзно заниматься рэпом в 2016 году, после смерти своего близкого друга Руди. Он старший брат рэпера Lil Gotit.
Несмотря на то, что его родители развелись, когда Рендер был маленьким ребёнком, они оба принимали участие в его воспитании. В юношеские годы Keed некоторое время работал в Subway и McDonald's. Он записывал музыку почти ежедневно. Рендер начал сочинять музыку со своим младшим братом Семайей Рендером, публикуя песни в интернете.

## Личная жизнь
У Рендера была дочь по имени Найчур.

## Музыкальный стиль
Журнал XXL назвал стиль Lil Keed похожим на стиль Янг Тага.
Chicago Reader описали стиль Keed как схожий со стилем Янг Тага, однако с другим флоу.
В Pitchfork говорят, что в качестве основы для флоу Lil Keed использует элементы Янг Тага.

### Вдохновение
Согласно интервью WHTA Hot 107.9, Keed вдохновлялся Янг Тагом, Chingy, Peewee Longway и Big Bank Black.

## Смерть
14 мая 2022 года стало известно о смерти исполнителя. Он скончался днём раннее из-за эозинофилии. За несколько дней до своей смерти рэпер жаловался друзьям на сильные боли в животе и спине, 4 дня он провёл в постели. Его брат, Lil Gotit, заметил, что глаза Lil Keed стали желтушными, и отвёз его в больницу на личном автомобиле. У исполнителя стали отказывать печень и почки, по дороге в медицинское учреждение у него случился приступ. Через несколько часов Lil Keed скончался. 14 декабря 2022 года мать рэпера Мишель Вудс подтвердила, что её сын умер естественной смертью и в его организме не было обнаружено наркотиков или алкоголя.

## Дискография
Студийные альбомы
- Long Live Mexico (2019)
- Trapped on Cleveland 3 (2020)
- Keed Talk to 'Em 2 (2023)